# Västra Blekinge Järnväg
Västra Blekinge Järnväg (WBlJ) var en 1067 mm smalspårig järnväg mellan Sölvesborg och Karlshamn med en bibana från Sandbäck mot Holje. Sträckan Sölvesborg-Karlshamn ingår i dagens normalspåriga och elektrifierade Blekinge kustbana.

## Historia
Sölvesborg fick järnväg 1874 genom Sölvesborg-Kristianstads Järnväg (SCJ) och samma år fick Karlshamn järnväg genom Karlshamn–Vislanda Järnväg. Städerna var därmed anslutna med bibanor till Södra stambanan. I mitten på 1880-talet inbjöds det till aktieteckning i ett bolag som skulle bygga järnväg mellan städerna. Västra Blekinge Järnvägsaktiebolag (VBlJ) bildades den 5 december 1884 och koncession beviljades den 1 maj 1885. Järnvägen kostade 950 000 kr att bygga och invigdes den 22 december 1886.
Stationshuset i Sölvesborg vid (SCJ) kom efter öppnadet av WBlJ att vara för långt från den nya banan. Det nuvarande stationshuset byggdes och öppnades 1899. Det gamla stationshuset blev bostad som revs 1963.
Bolaget fick ekonomiska svårigheter och sattes i konkurs 1888. Karlshamns stad köpte bolaget den 9 februari 1889 och fick överta koncessionen. Staden investerade i banan och rullande materiel vilket gav bättre resultat. Mellersta Blekinge Järnväg (MBlJ) lämnade ett anbud för att överta järnvägen. Karlshamn stad accepterade och MBlJ tog över järnvägen från den 1 januari 1903 och bolaget upphörde.
Bolaget införskaffade tre tanklok från Kristinehamns Mekaniska Werkstad till öppnandet. Det utökades med ett tanklok 1895 och två 1901 alla från Nydqvist & Holm AB. Personvagnarna var tvåaxlade.
Holjebanan kallades ibland bibanan mellan Sandbäck och Holje som öppnades samtidigt som sträckan Sölvesborg - Karlshamn. Den 30 september 1909 öppnade MBlJ förlängningen av Holjebanan till Olofströms station på Sölvesborg-Olofström-Älmhults Järnväg (SOEJ) som var färdigbyggd genom Olofström samma år. Trafiken på banan upphörde den 1 januari 1951. Hastigheten på Holjebanan var 30 km/tim vid invigningen och inte mycket högre vid nedläggningen. Järnvägen blev därefter uppriven.

## Nutid
Sträckan Sölvesborg-Karlshamn ingår i dagens normalspåriga Blekinge kustbana.
Delar av den nedlagda Holjebanan (Sandbäck-Olofström) har blivit nuvarande väg 121. I Olofstöm finns bron över Snöflebodaån kvar och används som en del av en cykelled. Det finns en del andra spår kvar av banvallen.

## Källhänvisningar
1. 1 2 3 4 5  Historiskt om Svenska Järnvägar Västra Blekinge Järnväg
2. ↑  Lantmäteriet Historiska kartor Västra Blekinge Järnväg
3. ↑  Lantmäteriet Historiska kartor Holje-Olofström
4. ↑  Lantmäteriet Häradsekonomiska kartan 1910-talet
5. ↑  Historiskt om Svenska Järnvägar Driftsplatsregister
6. ↑  Länsstyrelsen Blekinge Stationshuset, Sölvesborg
7. ↑  Järnvägshistoriskt Forum Frågor om SJ fd BKB tvåaxliga personvagnar
8. ↑  blekingebanor.se Holjebanan Arkiverad 11 augusti 2010 hämtat från the Wayback Machine.
9. ↑  Sveriges Järnvägars historia - databank  Utgåva 1 -- 1996-03-31
10. ↑  Järnvägshistoriskt Forum "Skabbig" uniform - stationshus som finns kvar!